# کلک در کلک
کلک در کلک (به هندی: Phir Hera Pheri) فیلمی محصول سال ۲۰۰۶ و به کارگردانی نیراج وورا است. در این فیلم بازیگرانی همچون آکشی کومار، سونیل شتی، بیپاشا باسو، ریمی سن، پارش راوال، جانی لور، راجپال یاداو، شارات ساکسنا، راوی کیشان، سورش منون، تیکو تالسانیا، دیا میرزا، نانا پاتیکار ایفای نقش کرده‌اند. طرح اصلی داستان از فیلم ضامن، قنداق و دو لوله تفنگ شلیک شده محصول سال ۱۹۹۸ الهام گرفته شده‌است.